# Vrubořez
Vrubořez nebo linkořez je řemeslná technika zdobení dřeva, kterými jsou nejčastěji zdobeny běžné dřevěné předměty určené pro domácnost.  Někdy se tyto techniky užívají společně s technikou intarzie nebo marketerie.
Ozdobné motivy se nejprve na opracovávané dřevo předkreslí a poté se podle této kresby  motivy postupně vydlabávají speciálními dláty a řezbářskými noži.

## Použitý zdroj
- Karel Štrunc, Miloš Nevařil - Techniky malířské a kašérské práce, vydalo Státní nakladatelství technické literatury v roce 1985, katalogové číslo 04-309-85